# Calaxiopsis serrata
Calaxiopsis serrata är en kräftdjursart som beskrevs av Sakai och de Saint Laurent 1989. Calaxiopsis serrata ingår i släktet Calaxiopsis och familjen Calocarididae. Inga underarter finns listade i Catalogue of Life.